# Morti nel 1062
| Questa pagina contiene informazioni ricavate automaticamente dalle voci biografiche con l'ausilio del template Bio e di un bot. L'aggiornamento è periodico e automatico e ricostruisce completamente la pagina. Se manca una persona in questa lista, sei pregato di non aggiungerla, ma accertati piuttosto che la sua voce biografica contenga il template Bio e che i dati anagrafici siano correttamente compilati. Se il template Bio manca, inseriscilo tu stesso o, in alternativa, metti l'avviso {{tmp\|Bio}} che ne segnala la mancanza. Se i dati riportati sono sbagliati, correggi direttamente la voce biografica; le modifiche saranno visibili in questa lista entro pochi giorni. Per chiarimenti vedi il progetto biografie. La lista contiene solo le 13 persone che sono citate nell'enciclopedia e per le quali è stato implementato correttamente il template Bio. Pagina aggiornata al 10 feb 2025. |

- 27 gennaio - Adelaide d'Ungheria, sovrano
- 2 febbraio - Atenolfo I di Gaeta, conte longobardo
- 5 marzo - Ibn al-Thumna, condottiero arabo
- 9 marzo - Eriberto II del Maine, conte
- 13 agosto - Al-Mu'izz ibn Badis, sovrano arabo (n. 1008)
- Alessandro II di Alessandria, arcivescovo ortodosso egiziano
- Bao Zheng, magistrato cinese (n. 999)
- Bertrando I di Tolosa, francese
- Buluggin ibn Muhammad, principe berbero
- Emma di Provenza, nobildonna
- Guglielmo IV di Weimar, nobile tedesco
- Jimena Sánchez di Navarra, regina (n. 1020)
- Nissim ben Jacob, rabbino e religioso tunisino (n. 990)